# Замок Кверфурт
Замок Кверфурт (нем. Burg Querfurt) — средневековый замок в немецком городе Кверфурт в федеральной земле Саксония-Анхальт. По занимаемой площади является одним из крупнейших во всей Германии: так, Кверфуртский замок в семь раз больше знаменитого Вартбурга.

## История
Как минимум с X века замок служил резиденцией древнего дворянского рода фон Кверфурт (бургграфов Магдебурга на протяжении столетий), угасшего в 1496 году, первым документально подтверждённым представителем которого был миссионер Бруно Кверфуртский, и ближайшими родственниками которых были Мансфельды.
Начиная с XV века замок был — в соответствии с требованиями времени — постепенно превращён в неприступную крепость с многочисленными мощными бастионами, определяющими облик всего сооружения и поныне.
После смерти последнего представителя рода Бруно IX Кверфуртского в 1496 году замок отошёл в собственность магдебургского архиепископства, с предстоятелем которого Альбрехтом Бранденбургским связаны одни из значительных строительных преобразований на территории замка в 1528—1535 годах.
Став местом многочисленных ожесточённых штурмов и сражений во время Тридцатилетней войны, замок оказался частично разрушен; при этом с 1642 по 1650 годы укрепление находилось под шведским контролем.
В 1652—1657 годах владение Кверфурт вместе с замком отошло Августу Саксен-Вайсенфельдскому, второму сыну саксонского курфюрста Иоганна Георга I, в качестве компенсации за отказ от епископства Майсен. При этом Кверфурт получил статус имперского княжества с правом голоса в Верхнесаксонском имперском округе, вслед за чем замок стал княжеской резиденцией, а на его территории был возведён так называемый «Княжеский дом».

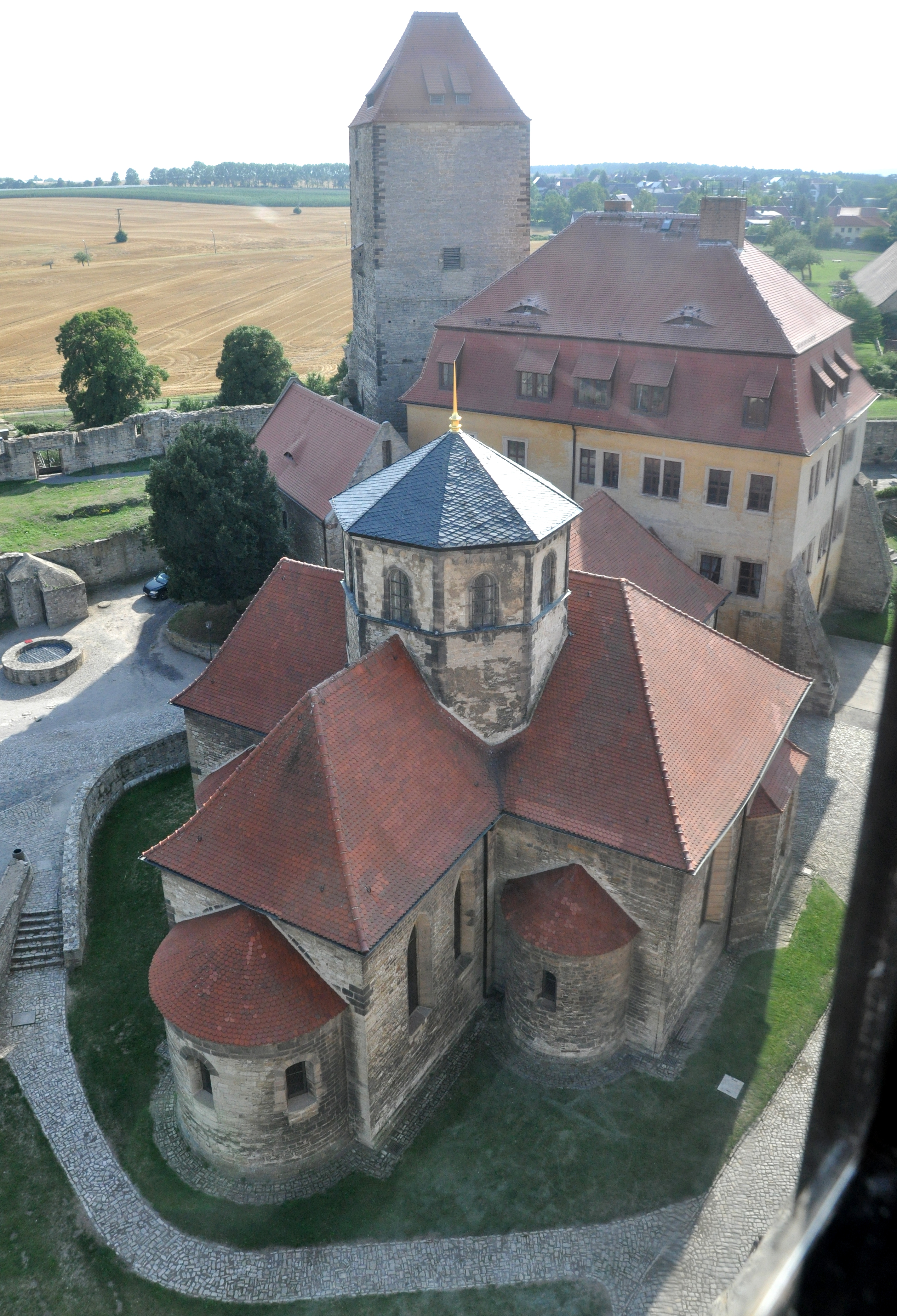
Вид на внутренний двор замка и романскую капеллу

После смерти последнего саксен-вайсенфельского герцога Иоганна Адольфа II в 1746 году, Кверфурт в составе секундогенитурного владения Саксен-Вайсенфельс вошёл в состав саксонского курфюршества и с тех пор использовался лишь время от времени.
В 1815 году Кверфурт был присоединён к Пруссии, и замок получил статус коронного владения (нем. Staatsdomäne), исполняя вплоть до 1936 года роль центра сельскохозяйственного производства.
После Второй мировой войны в 1952 году на части территории замка был открыт музей, в настоящее время представляющий экспозицию «Жизнь во время войны и мира», посвящённую истории замка. Одно из зданий занимает музыкальная школа.
В настоящее время замок входит в состав историко-культурного туристского маршрута Дорога романики.